# Craig Raymond
Craig Milford Raymond (Aberdeen, 5 aprile 1945 – Provo, 15 ottobre 2018) è stato un cestista statunitense, professionista in Italia, nella NBA e nella ABA.

## Carriera
Venne selezionato dai Philadelphia 76ers al primo giro del Draft NBA 1967 (12ª scelta assoluta).